# Amreli
Amreli – miasto w Indiach, w stanie Gudźarat. W 2011 roku liczyło 117 967 mieszkańców.